# Картанаш
Картана́ш — пасажирський залізничний колійний пост Луганської дирекції Донецької залізниці.
Розташований поблизу Стахановського фероалюмінієвого заводу, Попаснянський район, Луганської області на лінії Дебальцеве — Попасна між станціями Первомайськ (10 км) та Стаханів (4 км).
Через військову агресію Росії на сході Україні транспортне сполучення припинене.